# ماتياس سولير
ماتياس سولير (بالإسبانية: Matías Soler)‏ (18 أبريل 1995 في الأرجنتين - ) هو لاعب كرة قدم أرجنتيني في مركز حراسة المرمى. لعب مع نادي لانوس.

## وصلات خارجية
- ماتياس سولير على موقع قاعدة بيانات كرة القدم.إي يو (الإنجليزية)
- ماتياس سولير على موقع Soccerway.com (الإنجليزية)